# Канада (Нова Франция)
Вижте пояснителната страница за други значения на Канада.
Френска Канада (на френски: Canada) е името на френската колония, разположена някога по поречието на р. Сейнт Лорънс; другите колонии на Нова Франция са Акадия, Луизиана и Нюфаундленд. Канада, най-развитата колония на Нова Франция, е разделена на три окръга, всеки със собствено правителство Квебек, Троа Ривиер, и Монреал. Губернаторът на окръг Квебек е също генерален губернатор на цяла Нова Франция.
Поради нивото на развитие на Канада в сравнение с другите колонии, термините „Канада“ и „Нова Франция“ често се използват заменяемо. След Парижкия договор от 1763, когато Франция предава Канада и нейните зависими територии на Великобритания, колонията е преименувана на провинция Квебек.